# Bromus cebadilla
Bromus cebadilla är en gräsart som beskrevs av Ernst Gottlieb von Steudel. Bromus cebadilla ingår i släktet lostor, och familjen gräs. Inga underarter finns listade i Catalogue of Life.